# Bandera de la República Centroafricana
La bandera de la República Centroafricana es, junto al himno nacional, y el Escudo de la República Centroafricana, uno de los principales símbolos del país. Fue adoptada el 1 de diciembre de 1958 y diseñada por Barthélemy Boganda, el primer presidente del territorio autónomo de Ubangui-Chari, que pensaba que "Francia y África deben andar juntas". Así combinó los colores rojo, blanco y azul de la tricolor francesa con los colores panafricanos: rojo, verde y amarillo. 
El color rojo simboliza la sangre del pueblo centroafricano, que fue derramada para darle la independencia y que vertieron para defender a su país, el color azul representa el cielo y la libertad, el color blanco representa la paz y la dignidad, el color verde representa la esperanza y la fe, el color amarillo representa la tolerancia y la estrella amarilla de la independencia simboliza un futuro brillante.

## Banderas históricas

Bandera de Ubangui-Chari (1903–1958)

- Datos: Q165775
- Multimedia: National flag of the Central African Republic / Q165775